# Joseph Merrick
Joseph Carey Merrick, poznatiji kao Čovjek-slon (eng. The Elephant Man), rođen je 5. kolovoza 1862. u Leicesteru, a umro je 11. travnja 1890. godine u Londonu. Imao je trojicu braće od kojih su svi umrli u djetinjstvu (od ospica, šarlaha te uslijed napadaja). Majka mu je umrla kada je imao jedanaest godina. Do svoje pete godine Merrick nije pokazivao nikakve znakove zdravstvenog poremećaja. Međutim, ubrzo su mu se javile izrasline na tijelu. Njegova se glava znatno povećala što je rezultiralo teškim deformacijama lica i čeljusti. Deformacije nastale na licu utjecale su na njegove govorne sposobnosti. Osim toga, desna ruka i noge bile su mu deformirane što je uzrokovalo teškoće u kretanju. U dobi od trinaest godina napustio je školovanje. Nedugo zatim  iz kuće ga je protjerao otac. Merrick je za život počeo zarađivati surađujući sa zabavljačem Samom Torrom koji ga je javnosti počeo predstavljati kao Čovjeka-slona. Njihove su predstave održavane diljem Istočnog Midlandsa te u Londonu gdje je Merricka primijetio doktor Frederick Treves. Treves ga je pregledao i fotografirao, predstavivši njegov zdravstveni slučaj Londonskom patološkom društvu 1883. godine. Nedugo zatim, Merrick se pridružio jednom cirkusu na putovanju Europom. Nakon što je opljačkan i ostavljen sam u Bruxellesu, uspio se vratiti u London. Ostatak života proveo je u bolnici u Londonu gdje je razvio blisko prijateljstvo s doktorom Trevesom. Troškovi njegovog boravka ondje financirani su putem različitih donacija. Pritom, redovito su ga posjećivali pripadnici visokog engleskog društva, poput Alexandre, princeze od Walesa. Umro je 1890. u dobi od 27 godina. Prema tvrdnjama Trevesa, preminuo je zbog vrata dislociranog od težine glave pri spavanju, a kao službeni uzrok Merrickove smrti navodi se gušenje.

## Zdravstveno stanje
Pretpostavlja se kako su Merrickove zdravstvene poteškoće bile uzrokovane neurofibromatozom ili Proteusovim sindromom. Prvi pojam odnosi se na autosomno dominantnu bolest za koju je karakteristično nastajanje tumora uzduž živaca, što rezultira deformacijama tkiva ili kosti. Zbog nedostatka drugih simptoma karakterističnih za ovu bolest, posebice smeđe pigmentacije dijelova kože, nedavno je zaključeno da ona vjerojatno nije mogla biti uzrokom Merrickovih deformiteta. Za Proteusov sindrom koji kao uzrok deformiteta navodi studija Cohena i Tibblesa iz 1986. karakterističan je prekomjeran rast kože, krvnih žila, kosti te tkiva. Proteusov sindrom je vrlo rijedak te stručna literatura navodi manje od 200 potvrđenih kliničkih slučajeva. Kod Proteusovog sindroma rast se često javlja u područjima tijela koja su pri rođenju bila potpuno normalna. Poremećaj je ozbiljna bolest sa značajnom smrtnošću u djetinjstvu. Većina pogođenih osoba ima ozbiljan asimetrični rast koji može uzrokovati nepodudarnost u veličini pojedinih udova. Pogođeni pojedinci imaju i značajno slabije mišićne skupine, pri čemu su gornji ekstremiteti najčešće pogođeni. Proteusov sindrom pogađa i neravnomjeran rast zuba, podrazumijeva kardiovaskularne probleme te probleme sa srcem. S obzirom na neravnomjeran rast tjelesnih ekstremiteta, zabilježeni su i dermatološki problemi pacijenata. 

## Merrick u popularnoj kulturi
Frederick Treves, istaknuti britanski kirurg i stručnjak za anatomiju, 1923. objavio je knjigu The Elephant Man and Other Reminiscences u kojoj je naveo sve što je znao o životu Josepha Merricka, opisujući svoje prijateljstvo s njim. U navedenom su djelu vidljive određene pogreške. Primjerice, Treves navodi ime John, a ne Joseph, iz nepoznatih razloga. Antropologinja Ashley Montagu također je objavila knjigu o Merricku, The Elephant Man: A Study in Human Dignity (1971.), oslanjajući se na ranije spomenutu Trevesovu knjigu. Nadalje, biografiju o Josephu Merricku, The True History of the Elephant Man, 1980. napisali su Michael Howell i Peter Ford. Navedeni naslov donio je niz novih informacija o Merricku te je podrobnije opisao njegov život. Između 1979. i 1982., Merrickova životna priča je postala temelj za nekoliko djela dramske umjetnosti koja su se temeljila na prethodno objavljenim radovima. Godine 1979. priređena je drama The Elephant Man, djelo Amerikanca Bernarda Pomerancea koje je nagrađeno Tonyjem. Film The Elephant Man, u režiji Davida Lyncha, izašao je 1980. te je dobio osam nominacija za nagradu Oscar. Merricka je glumio John Hurt dok je uloga Fredericka Trevesa pripala Anthonyju Hopkinsu. Američka televizijska mreža ABC početkom 1980-ih emitirala je adaptaciju Pomeranceove drame s Philipom Anglimom u glavnoj ulozi. Ripper Street, BBC-ova serija koja je prvi put emitirana 2013., također prikazuje Merricka. Drama The Real and Imagined History of the Elephant Man premijerno je prikazana 4. kolovoza 2017. a u glavnoj ulozi našao se Daniel Monks. U sitcomu Year of the Rabbit iz 2019., Merricka je glumio David Dawson. Američki heavy metak bend Mastodon  uključio je instrumentalnu pjesmu Elephant Man u svoj album Remission iz 2002. Godine 2004., isti je bend u svoj album Leviathan uključio sličan instrumental, Joseph Merrick, a potpisao je i pjesmu Pendulous Skin s albuma Blood Mountain iz 2006. Na albumu Doppelgänger iz 2005., američki bend The Fall Of Troy  objavio je pjesmu pod nazivom Whacko Jacko Steals the Elephant Man's Bones, naslov koji upućuje na navode da je Michael Jackson pokušao kupiti Merrickov kostur od londonske bolnice. Američki gitarist Buckethead 2003. uvrstio je pjesmu John Merrick - Elephant Man Bones Explosion na svoj album Bucketheadland 2. Godine 2006. isti je glazbenik objavio album The Elephant Man's Alarm Clock, koji je uključivao pjesmu s istim naslovom. Merrickov život tema je opere Joseph Merrick - The Elephant Man, skladatelja Laurenta Petitgrada. U studenom 2016. Joanne Vigor-Mungovin objavila je knjigu pod nazivom Joseph: The Life, Times and Places of the Elephant Man, koja uključuje predgovor kojeg je napisao član obitelji Josepha Merricka.